# Temporada 2020-2021 de la UE Figueres
La novena temporada consecutiva a Tercera Divisió de la nova etapa de la Unió Esportiva Figueres va estar marcada pels mals resultats a la Primera Fase de la lliga, que van provocar la dimissió del tècnic i gerent del club, Javier Salamero, a finals de febrer. L'equip va acabar classificat en 9a posició, antepenúltim de la Primera Fase, i va haver de jugar la Segona Fase per la Permanència a la nova Tercera RFEF, amb la incorporació del tècnic Moisés Hurtado a finals de març. L'equip no va poder assegurar la continuïtat a la categoria fins a l'última jornada de lliga, quan va guanyar el CF Igualada per 2 gols a 1 a Vilatenim en el temps de descompte, quedant 4t classificat, tan sols una posició per sobre dels llocs de descens a Primera catalana.

## Fets destacats
2020
- 18 d'octubre: primer jornada de lliga a Vilatenim, en la qual el Figueres cau derrotat pel Girona FC B per 0 gols a 3.[5]

2021
- 28 de febrer: l'entrenador Javier Salamero dimiteix com a tècnic i gerent del Figueres, després d'encadenar 5 partits sense conèixer la victòria i deixant l'equip lluny de la salvació de la categoria.[1][6]
- 2 de març: el club confirma que el fins llavors ajudant de Salamero, Albert Parés, encapçalaria l'equip com a primer entrenador per a la resta de partits de la temporada.[7]
- 28 de març: últim partit de la Primera Fase de Tercera Divisió, amb derrota a Vilatenim contra la UE Sant Andreu per 0 gols a 3;[8] el Figueres jugarà la Segona Fase per a la Permanència a la nova categoria Tercera Divisió RFEF.
- 29 de març: l'entrenador Albert Parés renuncia al càrrec i el club fitxa el tècnic Moisés Hurtado pel que resta de temporada.[2]
- 13 de juny: últim partit de la Segona Fase per a la Permanència a la nova categoria Tercera Divisió RFEF, amb triomf contra el CF Igualada per 2 gols a 1 a Vilatenim.[3] El Figueres acaba 4t classificat i continuarà un any més a Tercera.[4]

## Plantilla
| Núm. | Pos. |           | Jugador                                | Procedència        | Temporada |
| ---- | ---- | --------- | -------------------------------------- | ------------------ | --------- |
|      | POR  | Catalunya | Andrés Díez Moreno (Díez)              | AE Prat            | 2020-2021 |
|      | POR  | Catalunya | Mario Mendoza Sanz (Mendoza)           | UE Olot            | 2020-2021 |
|      | DEF  | Catalunya | Pol Tarrenchs Casanovas (Tarrenchs)    | Palamós CF         | 2018-2019 |
|      | DEF  | Catalunya | Carles Gallardo Saurina (Gallardo)     | CD Banyoles        | 2019-2020 |
|      | DEF  | Catalunya | Oriol Ayala Serra (Ayala)              | CF Reus Deportiu B | 2019-2020 |
|      | DEF  | Catalunya | Enric Maureta Oliver (Maureta)         | FC Mulhouse        | 2020-2021 |
|      | DEF  | Catalunya | Pol Bastidas Penas (Bastidas)          | CD Banyoles        | 2020-2021 |
|      | DEF  | Catalunya | Pau Baró Estudis (Baró)                | juvenil            | 2020-2021 |
|      | DEF  | Catalunya | Ángel Blanco Parras (Blanco)           | juvenil            | 2020-2021 |
|      | DEF  | Catalunya | Marc Granero García (Granero)          | Girona FC (cedit)  | 2020-2021 |
|      | MIG  | Catalunya | Gabriel Vidal González (G. Vidal)      | KKS Kalisz         | 2019-2020 |
|      | MIG  | Mèxic     | Carlos Alberto Treviño Luque (Treviño) | FC Atlas AC        | 2019-2020 |
|      | MIG  | Catalunya | Marc Bech Rodríguez (Bech)             | CD Banyoles        | 2020-2021 |
|      | MIG  | Catalunya | Pol Gómez Giral (P. Gómez)             | CF Peralada        | 2020-2021 |
|      | MIG  | Argentina | Jorge José Torres Martín (Torres)      | CF Peralada        | 2020-2021 |
|      | MIG  | Catalunya | Daniel Gómez Ferrández (D. Gómez)      | CF Lloret          | 2020-2021 |
|      | DAV  | Catalunya | Josep Soler Barnosell (Soler)          | Palamós CF         | 2019-2020 |
|      | DAV  | Gàmbia    | Ousman Touray (Touray)                 | FC Ascó            | 2019-2020 |
|      | DAV  | Catalunya | Iván Vidal González (I. Vidal)         | KKS Kalisz         | 2019-2020 |
|      | DAV  | Catalunya | Abel Fàbregas Salayet (Fàbregas)       | UE Llagostera B    | 2019-2020 |
|      | DAV  | Catalunya | Carles Coto Pagès (Coto)               | Volos FC           | 2019-2020 |
|      | DAV  | Catalunya | Marc Medina Serra (Medina)             | CF Peralada        | 2020-2021 |
|      | DAV  | Catalunya | Víctor Valverde da Silva (Valverde)    | Girona FC (cedit)  | 2020-2021 |

Llegenda:  ·   Capità  ·   Juvenil  ·   Lesionat  ·   Altes  ·   Passaport europeu  ·   Extracomunitari  ·   Extracomunitari sense restricció
Altres jugadors utilitzats en partits amistosos: Khalid Noureddine (juvenil), Riduan El Bassri Chaabouchi (juvenil), Dídac Parra Villa (juvenil), Santiago Parra Barrios (juvenil), Genís Chávez Formentí (juvenil), Edgar Alejandro González Pérez (juvenil), Cristian Municoy Belmonte (juvenil)
| Baixes                     | Destinació               |
| Marc Gelmà Castillo        | EC Granollers            |
| Genís Balaguer Romero      | UP Plasencia             |
| Romans Carrillo            | CF Igualada              |
| Bora Manel Barry Baldé     | Reial Oviedo B           |
| Marc Carreras López        | CF Empuriabrava Castelló |
| Àlex Campos Llambrich      | UE La Jonquera           |
| Aitor Embela Gil           | UD Logroñés B            |
| Christian Belenchón Marco  | CF Calamocha             |
| Sergio Álvarez Castellano  | CF Peralada              |
| César Gustavo Bicker Viera | CF Can Vidalet           |
| Pol Blay Cadanet           | CD Robres                |
| Modest Notario Racionero   | CE Binèfar               |
| Mario Jiménez García       | CF Sant Rafel            |
| Enzo Daniel Sarmiento      |                          |

## Resultats
| Amistosos |

| 6 setembre 2020 | CF Lloret                        | 3 – 0                    | UE Figueres | Lloret                                            |  |
|                 | Expósito 24' 86' · El Ousadi 81' | Acta FCF Diari de Girona |             | Camp de futbol municipal · Arnau Massana Martín · |  |

| 10 setembre 2020 | CF Empuriabrava Castelló | 1 – 4    | UE Figueres                                     | Empuriabrava                                            |  |
| 20:30            | Compte 48'               | Acta FCF | 2' (p.) 63' I. Vidal · 11' G. Vidal · 22' Soler | Camp Iñaki Fernández Orjales · Carlos De Jesús Ortego · |  |

| 13 setembre 2020 | AEC Manlleu | 0 – 1                    | UE Figueres    | Manlleu                                             |  |
| 19:00            |             | Acta FCF Diari de Girona | 80' Noureddine | Estadi Municipal de Manlleu · Rafael Aguilar Prat · |  |

| 15 setembre 2020                         | UE Llagostera | 1 – 1 (pp.)         | UE Figueres  | Banyoles                                          |  |
| 19:30 LI Torneig de l'Estany - Semifinal | Sasha 83'     | Acta FCF L'Esportiu | 46' G. Vidal | Nou Municipal de Banyoles · Rubén Mancera Antón · |  |
|                                          |               | Tanda de penals     |              |                                                   |  |
|                                          |               | 3 – 5               |              |                                                   |  |

| 16 setembre 2020                     | UE Olot | 0 – 1      | UE Figueres  | Banyoles                                                     |  |
| 21:30 LI Torneig de l'Estany - Final |         | L'Esportiu | 87' Valverde | Nou Municipal de Banyoles · Miguel Ángel Moreno Villaécija · |  |

| 20 setembre 2020 | UE Fornells | 0 – 8               | UE Figueres                                                           | Fornells de la Selva                                        |  |
| 18:00            |             | L'Esportiu Acta FCF | 4' 8' 30' 69' I. Vidal · 37' 41' Medina · 59' Valverde · 81' Fàbregas | Camp Municipal Joan Busó · Federico Daniel Cáceres Correa · |  |

| 26 setembre 2020 | UE Llagostera | 1 – 0              | UE Figueres | Llagostera                                        |  |
| 19:00            | Sascha 9'     | L'Empordà Acta FCF |             | Camp Municipal d'Esports · Ricard Navarro Juncà · |  |

| 10 octubre 2020 | UE Figueres | 1 – 2                    | Girona FC juvenil      | Figueres                                   |  |
| 19:15           | 57' Soler'  | Diari de Girona Acta FCF | 67' Gabri · 75' Solans | Municipal de Vilatenim · Pol Arenas Mora · |  |

| Tercera Divisió Primera Fase Grup 5.E |

| 18 octubre 2020 | UE Figueres | 0 – 3                               | Girona FC B                         | Figueres |  |
| 16:30 Jornada 1 |             | Mundo Deportivo L'Esportiu Acta FCF | 69' Turmo · 72' Priego · 84' Pachón | Municipal de Vilatenim · 650 espectadors · Héctor Robas Bondia · Marcel Escobar Corvo · Jordi Bejar Rabascall · |  |

| 28 octubre 2020 | FE Grama | 0 – 2                               | UE Figueres                 | Santa Coloma de Gramenet                                                      |  |
| 18:50 Jornada 2 |          | Mundo Deportivo L'Esportiu Acta FCF | 27' Soler · 40' (p.) Medina | Can Peixauet · Marc Pujol Prat · Gerard Rius Riu · Alejandro Martínez Solis · |  |

| 1 novembre 2020 | UE Figueres | 0 – 7                               | EC Granollers                                                               | Figueres                                                                                                  |  |
| 16:30 Jornada 3 |             | Mundo Deportivo L'Esportiu Acta FCF | 7' 60' Río · 27' Molins · 64' Gelmà · 66' Prado · 73' Muela · 89' (p.) Ruiz | Municipal de Vilatenim · Xavier Alins Rodríguez · Vicente Alexandre Muñoz Baquero · Sergi Bañó González · |  |

| 8 novembre 2020 | Cerdanyola del Vallès FC | 2 – 1                         | UE Figueres | Cerdanyola del Vallès                                                                               |  |
| 12:00 Jornada 4 | J. López 50' 64'         | Deportivo L'Esportiu Acta FCF | Medina 35'  | Municipal de les Fontetes · Alejandro Carrillo Vílchez · Guillem Parera Gaspar · Ruben Serra Sanz · |  |

| 15 novembre 2020 | Equip1 | Descansa | Equip2 |  |  |
| Jornada 5        |        |          |        |  |  |

| 22 novembre 2020 | UE Figueres | 1 – 1                               | UE Vilassar de Mar | Figueres                                                                                            |  |
| 12:30 Jornada 6  | Soler 29'   | Mundo Deportivo L'Esportiu Acta FCF | 30' Eslava         | Municipal de Vilatenim · Óscar Carballo Vázquez · Víctor Gómez Díez · Juan Miguel Tébar Hernández · |  |

| 29 novembre 2020 | UE Sants | 0 – 1                               | UE Figueres  | Barcelona                                                                                 |  |
| 12:15 Jornada 7  |          | Mundo Deportivo L'Esportiu Acta FCF | 53' Gallardo | Camp de l'Energia · Antonio Ramírez Plaza · Oriol Cartiel Arasa · Carlos Cumplido López · |  |

| 6 desembre 2020 | UE Figueres | 1 – 1                               | UA Horta   | Figueres                                                                                      |  |
| 12:00 Jornada 8 | Gómez 63'   | Mundo Deportivo L'Esportiu Acta FCF | 44' Jallow | Municipal de Vilatenim · Brian Díaz Díaz · Pablo de la Iglesia Muñoz · Daniel Ligero García · |  |

| 3 gener 2021 | CE Banyoles | 0 - 0                               | UE Figueres | Banyoles                                                                                  |  |
| Jornada 9    |             | Mundo Deportivo L'Esportiu Acta FCF |             | Estadi Miquel Coromina · Marc Oltra Sáez · Guillem Parera Gaspar · Enric Montero Casado · |  |

| 20 desembre 2020 | UE Figueres                | 2 – 1                               | CF Peralada | Figueres                                                                                              |  |
| 12:00 Jornada 10 | Touray 37' · Soler 40' 89' | Mundo Deportivo L'Esportiu Acta FCF | 53' Micaló  | Municipal de Vilatenim · Ainara Andrea Acevedo Dudley · Fabio Canavese Pujol · Coral Couso Cuadrado · |  |

| 27 gener 2021    | UE Sant Andreu                        | 3 – 1                               | UE Figueres     | Barcelona                                                                                                  |  |
| 19:00 Jornada 11 | Duran 19' · Serramitja 68' · Kuku 82' | Mundo Deportivo L'Esportiu Acta FCF | 89' (p.) Medina | Municipal Narcís Sala · Miguel Ángel Moreno-Villaécija · Jose Javier Gómez López · David Talavera Bielsa · |  |

| 17 gener 2021    | Girona FC B | 0 – 1                               | UE Figueres | Riudarenes                                                                                                |  |
| 12:00 Jornada 12 |             | Mundo Deportivo L'Esportiu Acta FCF | 1' Soler    | Camp de futbol municipal · Alejandro Aguayo Prieto · Daniel Luque Ortuño · José María Rodríguez Enrique · |  |

| 23 gener 2021    | UE Figueres | 0 – 0                               | FE Grama | Figueres |  |
| 16:30 Jornada 13 |             | Mundo Deportivo L'Esportiu Acta FCF |          | Municipal de Vilatenim · Víctor Manuel Sánchez Rico · Vicente Morales Donate · Miguel Ángel Alonso Martínez · |  |

| 31 gener 2021    | EC Granollers | 0 – 0                               | UE Figueres | Granollers                                                                                           |  |
| 12:00 Jornada 14 |               | Mundo Deportivo L'Esportiu Acta FCF |             | Municipal Carrer Girona · Marcos Fernández Quintero · Oscar Mile Alonso · Alejandro Álvarez Molina · |  |

| 7 febrer 2021    | UE Figueres | 1 – 1                               | Cerdanyola del Vallès FC | Figueres                                                                                    |  |
| 12:00 Jornada 15 | Soler 82'   | Mundo Deportivo L'Esportiu Acta FCF | 59' Alarcón              | Municipal de Vilatenim · Enric Bureu Méndez · Enric Montero Casado · Marc Perelló Campañá · |  |

| 14 febrer 2021 | Equip1 | Descansa | Equip2 |  |  |
| Jornada 16     |        |          |        |  |  |

| 21 febrer 2021   | UE Vilassar de Mar | 2 – 1                               | UE Figueres | Vilassar de Mar                                                                                                   |  |
| 12:00 Jornada 17 | Granero 41' 50'    | Mundo Deportivo L'Esportiu Acta FCF | 45' Touray  | Estadi Municipal Xevi Ramon · Ainara Andrea Acevedo Dudley · Matilde Esteves-García Biajakue · Joan Cols Ràfols · |  |

| 28 febrer 2021   | UE Figueres | 1 – 2                               | UE Sants      | Figueres                                                                                          |  |
| 12:00 Jornada 18 | Medina 34'  | Mundo Deportivo L'Esportiu Acta FCF | 56' 75' Celma | Municipal de Vilatenim · Jordi Serradelarca Serra · Abdelaziz Ajdir Lenti · Bilal Doudou Doudou · |  |

| 7 març 2021      | UA Horta         | 2 – 0                               | UE Figueres | Barcelona                                                                                                |  |
| 12:00 Jornada 19 | Aumatell 20' 61' | Mundo Deportivo L'Esportiu Acta FCF |             | Municipal d'Horta Feliu i Codina · Antonio Ramírez Plaza · Sergio Álvarez Ubric · Daniel Ligero Garcia · |  |

| 14 març 2021     | UE Figueres                                        | 4 – 2                               | CD Banyoles                      | Figueres                                                                                 |  |
| 12:00 Jornada 20 | Bastidas 4' · I. Vidal 9' · Soler 47' · Medina 78' | Mundo Deportivo L'Esportiu Acta FCF | 28' (p.p.) Torres · 37' Pimentel | Municipal de Vilatenim · Brian Díaz Díaz · Pablo de la Iglesia Muñoz · Pol Toril Bagen · |  |

| 21 març 2021     | CF Peralada                    | 2 – 1                               | UE Figueres | Peralada                                                                                               |  |
| 16:30 Jornada 21 | Prieto 16' (p.) · Mercader 63' | Mundo Deportivo L'Esportiu Acta FCF | 2' Soler    | Municipal de Peralada · Alejandro Aguayo Prieto · Jose María Rodríguez Méndez · Antonio Bravo Minero · |  |

| 28 març 2021     | UE Figueres | 0 – 3                               | UE Sant Andreu                 | Figueres |  |
| 12:00 Jornada 22 |             | Mundo Deportivo L'Esportiu Acta FCF | 23' Baqueiro · 37' 61' Carreón | Municipal de Vilatenim · 250 espectadors · Bernat Mas Lopez · Elias Agdaoui Fetheddine · Vicente Alexandre Muñoz Baquero · |  |

| Tercera Divisió Segona Fase per a la Permanència a Tercera Divisió RFEF Grup 5.E |

| 11 abril 2021   | UE Valls | 0 – 3                               | UE Figueres                        | Valls |  |
| 16:30 Jornada 1 |          | Mundo Deportivo L'Esportiu Acta FCF | 44' (p.p.) Miró · 48' 64' I. Vidal | Camp del Vilar · 200 espectadors · Lluís Espallargas Casellas · Jesús Gimeno Solans · Marcos Molina Martínez · |  |

| 18 abril 2021   | UE Figueres | 0 – 0                               | Santfeliuenc FC | Figueres |  |
| 18:00 Jornada 2 |             | Mundo Deportivo L'Esportiu Acta FCF |                 | Municipal de Vilatenim · 400 espectadors · Carlos Albelda Bárcena · Jordi Delgado Mora · Jaume Pérez Sanchez · |  |

| 25 abril 2021   | CF Pobla de Mafumet      | 2 – 1                               | UE Figueres  | La Pobla de Mafumet |  |
| 12:00 Jornada 3 | Gómez 28' · Argilaga 91' | Mundo Deportivo L'Esportiu Acta FCF | 58' I. Vidal | Estadi Municipal de La Pobla de Mafumet · 170 espectadors · Salvador Morros Monge · Víctor Moreno Martínez · Albert Garcia Bernabeu · |  |

| 2 maig 2021     | UE Figueres              | 2 – 0                               | CF Muntanyesa | Figueres                                                                                               |  |
| 18.00 Jornada 4 | Ayala 37' · Valverde 62' | Mundo Deportivo L'Esportiu Acta FCF |               | Municipal de Vilatenim · 350 espectadors · Pol Curiel Riera · Jairo Ozaez Gonzàlez · Gerard Rius Riu · |  |

| 2 juny 2021     | CF Igualada | 0 – 1                               | UE Figueres  | Igualada |  |
| 19:45 Jornada 5 |             | Mundo Deportivo L'Esportiu Acta FCF | 76' Valverde | Estadi Municipal Les Comes · 150 espectadors · Pau Serrat Susi · Matilde Esteves-García Biajakue · Pau Orts Roig · |  |

| 16 maig 2021    | UE Figueres  | 1 – 0                               | UE Valls | Figueres |  |
| 18.00 Jornada 6 | I. Vidal 30' | Mundo Deportivo L'Esportiu Acta FCF |          | Municipal de Vilatenim · 250 espectadors · Alejandro Aguayo Prieto · Ivan Martín Galban · Enric Montero Casado · |  |

| 23 maig 2021    | Santfeliuenc FC | 1 – 1                               | UE Figueres | Sant Feliu de Llobregat |  |
| 18:00 Jornada 7 | Collado 93'     | Mundo Deportivo L'Esportiu Acta FCF | 61' Blanco  | Nou Estadi Municipal de Les Grases · 250 espectadors · Óscar Carballo Vázquez · Victor Gómez Díez · Marcos Molina Martínez · |  |

| 29 maig 2021    | UE Figueres | 0 – 2                               | CF Pobla de Mafumet      | Figueres |  |
| 18:00 Jornada 8 |             | Mundo Deportivo L'Esportiu Acta FCF | 50' Martínez · 70' Gómez | Municipal de Vilatenim · 300 espectadors · Alex Gómez Meneses · Eric Martín Hernández · Alberto Hernández Ortiz · |  |

| 6 juny 2021     | CF Muntanyesa | 1 – 1                               | UE Figueres  | Barcelona |  |
| 12:00 Jornada 9 | Navarro 88'   | Mundo Deportivo L'Esportiu Acta FCF | 23' G. Vidal | Camp Municipal de Nou Barris · 700 espectadors · Josep Ollé Lladó · Vicente Morales Donate · Javier Crespo Díaz · |  |

| 13 juny 2021     | UE Figueres    | 2 – 1                               | CF Igualada | Figueres |  |
| 18.00 Jornada 10 | Medina 56' 92' | Mundo Deportivo L'Esportiu Acta FCF | 48' Álvarez | Municipal de Vilatenim · 300 espectadors · José Antonio Fernández Morillo · Oscar Milé Alonso · Jordi Delgado Mora · |  |

## Classificació

### Primera Fase Grup 5.B
| Pos. | Equip                    | Pts | PJ | PG | PE | PP | GF | GC |
| ---- | ------------------------ | --- | -- | -- | -- | -- | -- | -- |
| 1.   | Cerdanyola del Vallès FC | 40  | 20 | 11 | 7  | 2  | 31 | 15 |
| 2.   | Girona FC B              | 37  | 20 | 10 | 7  | 3  | 29 | 12 |
| 3.   | EC Granollers            | 33  | 20 | 9  | 6  | 5  | 32 | 22 |
| 4.   | UE Sant Andreu           | 31  | 20 | 9  | 4  | 7  | 24 | 21 |
| 5.   | UE Vilassar de Mar       | 30  | 20 | 8  | 6  | 6  | 21 | 21 |
| 6.   | FE Grama                 | 27  | 20 | 8  | 3  | 9  | 22 | 28 |
| 7.   | CF Peralada              | 25  | 20 | 6  | 7  | 7  | 16 | 18 |
| 8.   | UE Sants                 | 24  | 20 | 7  | 3  | 10 | 17 | 25 |
| 9.   | UE Figueres              | 21  | 20 | 5  | 6  | 9  | 19 | 32 |
| 10.  | UA Horta                 | 18  | 20 | 4  | 6  | 10 | 20 | 26 |
| 11.  | CD Banyoles              | 15  | 20 | 4  | 3  | 13 | 13 | 24 |

Pts = Punts; PJ = Partits Jugats; G = Partits Guanyats; E = Partits Empatats; P = Partits Perduts; GF = Gols a Favor; GC = Gols en Contra
|  | Segona Fase per a Segona Divisió RFEF                      |
|  | Segona Fase per al Play Off d'Ascens a Segona Divisió RFEF |
|  | Segona Fase per a la Permanència a Tercera Divisió RFEF    |

### Segona Fase per la Permanència Grup 5.E
| Pos. | Equip               | Pts | PJ | PG | PE | PP | GF | GC |
| ---- | ------------------- | --- | -- | -- | -- | -- | -- | -- |
| 1.   | CF Pobla de Mafumet | 45  | 30 | 12 | 9  | 9  | 46 | 37 |
| 2.   | CF Peralada         | 42  | 30 | 11 | 9  | 10 | 31 | 30 |
| 3.   | UE Sants            | 41  | 30 | 12 | 5  | 13 | 33 | 35 |
| 4.   | UE Figueres         | 39  | 30 | 10 | 9  | 11 | 31 | 39 |
| 5.   | CD Banyoles         | 33  | 30 | 9  | 6  | 15 | 29 | 32 |
| 6.   | Santfeliuenc FC     | 31  | 30 | 8  | 7  | 15 | 26 | 39 |
| 7.   | UE Valls            | 30  | 30 | 7  | 9  | 14 | 22 | 34 |
| 8.   | UA Horta            | 28  | 30 | 6  | 10 | 14 | 36 | 46 |
| 9.   | CF Igualada         | 24  | 30 | 6  | 6  | 18 | 27 | 50 |
| 10.  | CF Muntanyesa       | 16  | 30 | 2  | 10 | 18 | 15 | 49 |

Pts = Punts; PJ = Partits Jugats; G = Partits Guanyats; E = Partits Empatats; P = Partits Perduts; GF = Gols a Favor; GC = Gols en Contra
|  | Descens a Primera Catalana |

## Estadístiques individuals

### Golejadors
| Jugador                  | Gols |
| ------------------------ | ---- |
| Josep Soler Barnosell    | 8    |
| Marc Medina Serra        | 7    |
| Iván Vidal González      | 5    |
| Ousman Touray            | 2    |
| Víctor Valverde da Silva | 2    |
| Carles Gallardo Saurina  | 1    |
| Pol Gómez López          | 1    |
| Pol Bastidas Penas       | 1    |
| Oriol Ayala Serra        | 1    |
| Ángel Blanco Parras      | 1    |
| Gabriel Vidal González   | 1    |

Nota: Gols només a la lliga.